# Ltsen
Ltsen (en arménien Լծեն) est une communauté rurale du marz de Syunik en Arménie. En 2011, elle compte 118 habitants.

## Géographie

### Situation
Ltsen est située à 24 km de Sisian et à 128 km de Kapan, la capitale régionale.

### Topographie
L'altitude moyenne de Ltsen est de 1 560 m.

### Territoire
La communauté couvre 1 615 hectares, dont :
- 1 375 ha de terrains agricoles ;
- 1 ha de terrains industriels ;
- 2 ha alloués aux infrastructures énergétiques, de transport, de communication, etc. ;
- 7 ha d'aires protégées ;
- 7 ha d'eau[3].

## Politique
Le maire (ou plus correctement le chef de la communauté) de Ltsen est depuis 2005 Hrahat Nikalyan.
| Début | Fin      | Nom             | Parti                       |
| ----- | -------- | --------------- | --------------------------- |
| 2005  | 2008     | Hrahat Nikalyan | Parti républicain d'Arménie |
| 2008  | 2012     | Hrahat Nikalyan | Parti républicain d'Arménie |
| 2012  | En cours | Hrahat Nikalyan | Parti républicain d'Arménie |

## Économie
L'économie de la communauté repose principalement sur l'agriculture.

## Démographie
| 2001 | 2008 | 2011 |
| ---- | ---- | ---- |
| 157  | 179  | 118  |